# Срби у Османском царству
Срби у Османском царству или Османски Срби (тур. Osmanlı Sırpları) су били етнички Срби који су живели у Османском царству (1453–1922). Османски Срби, који су били српски православни хришћани, припадали су румском милету (millet-i Rûm, „римска нација“). Иако одвојена српска нација (Sırp Milleti) није била званично призната за време османске владавине, Српска црква је била правно потврђена репрезентативна организација Срба у Османском царству.

## Историја

### Рани модерни период
Срби су активно учествовали у ратовима вођеним на Балкану против Османског царства, а такође су организовали устанке. Због тога су трпели прогоне и њихове територије су опустошене. Уследиле су велике миграције из Србије на хабзбуршку територију.
Почетком 1594. године Срби у Банату устају против Османлија. Побуњеници су, у лику светог рата, носили ратне заставе са иконом Светог Саве. После сузбијања устанка, Османлије су 27. априла 1595. године јавно спалиле мошти Светог Саве на Врачарској висоравни  Спаљивање Савиних моштију раздражило је Србе и оснажило српски ослободилачки покрет. Од 1596. године центар антиосманског деловања у Херцеговини био је манастир Тврдош у Требињу. Устанак је избио 1596. године, али су побуњеници поражени на Гацком пољу 1597. године, па су били присиљени на капитулацију због недостатка иностране подршке. 
Након што су савезничке хришћанске снаге преузеле Будим од Османског царства 1686. током Великог турског рата, војницима Хабзбуршке монархије су се придружили Срби из Панонске низије (данашња Мађарска, Славонија у данашњој Хрватској, Бачка и Банат у данашњој Србији) као посебне јединице познате као Српска милиција. Срби су, као добровољци, масовно прешли на аустријску страну. Хабзбуршка војска је 1688. године заузела Београд и ушла на територију данашње Централне Србије. Лудвиг Вилхелм, маркгроф од Баден-Бадена, позвао је српског патријарха Арсенија Трећег Чарнојевића да дигне оружје на Турке; патријарх је прихватио и вратио се у ослобођени Пећ. Пошто је Србија пала под хабзбуршку контролу, Леополд Први је Арсенију доделио племство и титулу војводе. После османске победе која је уследила, велику сеобу Срба у хабзбуршке земље предузео је патријарх Арсеније Трећи.  Велика заједница Срба сконцентрисана у Банату, јужној Угарској и Војној крајини обухватала је трговце и занатлије у градовима, али углавном избеглице које су били сељаци.  Србија је остала под османском контролом до почетка 19. века, избијањем Српске револуције 1804. године.

### Развој школства
Крајем 19. века Срби у Османском царству, помогнути матицом Србијом, започели су интензивну борбу за духовно ослобођење. Отварање школа, основних и средњих, оснивање књижара и штампање уџбеника, као и рад црквено-школских општина, био је најбољи пут да српски народ очува свој национални идентитет. 
Основане је шест средњих школа у Османском царству: богословија у Призрену (1871–1912), Српска гимназија у Цариграду (1893–1902), Српска гимназија „Дом науке“ у Солуну (1894– 1910), Српска мушка гимназија у Скопљу (1894-1912), Српска мушка гимназија у Битољу (1897–1912) и Српска гимназија у Пљевљима (1901–1912). 
Међу најважнијим достигнућима Срба у Османском царству може се сматрати оснивање и рад српских нижих и виших гимназија. Богословија у Призрену била је школа за образовање свештеника али и учитеља за којима је постојала велика потреба у Старој Србији и Македонији. Оснивањем богословије формирао се образовани слој учитеља који је отварао нове школе, и писмених свештеника који су Србе крштавали, венчавали и утицали на то да народ остане у православној вери, чиме је процес прозелитизма, који је на Косову и Метохији често значио и однарођавање, у великој мери успорен. 
Прва световна српска средња школа у Османском царству била је Српска гимназија у Цариграду. Њен циљ, осим образовања и васпитања ученика, био је да послужи као пример за отварање других средњих школа унутар Османског царства. Српска гимназија „Дом науке“ отворена је у Солуну као центру вилајета. Њено отварање убрзало је издавање дозволе за друге основне школе широм Солунског вилајета. 
Српска мушка гимназија у Скопљу отворена је после дуге и скупе дипломатске борбе са османским властима. Њеном отварању препрека су били и национално-пропагандни центри других држава (Бугарске, Грчке). 
За Србе у Битољском вилајету отварање ниже Српске гимназије у Битољу означило је важну прекретницу, како у просветном тако и у политичком погледу. Српска гимназија у Пљевљима била је најстарија световна средња школа у Рашко-призренској митрополији. Оснивањем гимназије створено је културно и просветно средиште које је образовало локалну српску интелигенцију, и било противтежа аустроугарском утицају.  

### Почетак 20. века
Српски демократски савез је била османско-српска политичка организација основана 13. августа 1908. године, на Првој српској конференцији (10–13. август), непосредно после Младотурске револуције. Обухватала је српску елиту Рашке, Косова и Метохије и Вардарске Македоније и Егејске Македоније.

### Пећка патријаршија
Српска православна црква је поново успостављена 1557. године, као Пећка српска патријаршија-  Патријаршија је укинута 1766. године. 

### Статус националности
Године 1826. у додатку Акерманске конвенције помиње се српска нација. Од добијања аутономије 1830. године, Кнежевина Србија је тражила од османске владе да призна српски народ ван кнежевине, на османским територијама.
Османска влада је 1906. признала српску нацију у Македонији. Ова одлука донета је независно од Владе Србије.

## Значајни људи
Након османског освајања Балкана, Османско царство је стекло значајну српску заједницу. Међу значајним људима у османској влади потпуно или делимично српског порекла било је неколико везира и султана (Сулејман Други и Осман Трећи).
Српска заједница
- Марко Краљевић, српски земаљски господар, османски вазал.
- Михаило Анђеловић, Српска деспотовина.
- Станислав Сочивица (1715–1777), српски устанички вођа, активан у Босни и Херцеговини и Црној Гори.
- За српске револуционаре погледајте овај списак.

Османска влада
- Мехмед-паша Соколовић, османски велики везир од 1565. до 1579. године.
- Салиха Дилашуб, изворно Катарина, супруга султана Ибрахима Првог и мајка султана Сулејмана Другог.[16][17][18]
- Султанија Шехсувар, првобитно Марија, супруга султана Мустафе Другог (1695–1703) и мајка султана Османа Трећег (1754–1757).[19]
- Оливера Лазаревић, ћерка кнеза Лазара, супруга султана Бајазита Првог.
- Махмуд-паша Анђеловић, велики везир 1456–68 и 1472–74. српско-византијски везир из Новог Брда. [20]
- Жаган-паша, османски велики везир од 1453. до 1456. године.
- Дели Хусрев-паша, османски државник и други везир.
- Хадим Али-паша, османски велики везир од 1501. до 1503. и 1506. до 1511. године.
- Ахмед-паша Херцеговић, османски главни адмирал (1506—1511)
- Синан-паша Боровинић, османски велики везир1496–1517.
- Лала Мустафа-паша, османски велики везир 1580. године.
- Семиз Али-паша, османски велики везир од 1561. до 1565. године.
- Лала Мехмед-паша, османски велики везир од 1604. до 1606. године.
- Дервиш Мехмед-паша, османски велики везир током 1606. године.
- Кара Давут-паша, османски велики везир током 1622. године
- Салих-паша Невесињац, османски велики везир од 1645. до 1647. године.
- Кара Муса-паша, османски велики везир током 1647. године.
- Дамат Ферид паша, –1920
- Сари Сулејман-паша, османски велики везир од 1685. до 1687. године.
- Далтабан Мустафа-паша, османски велики везир од 1702. до 1703. године.
- Дамат Мелек Мехмед-паша, османски велики везир од 1792. до 1794. године.
- Хачи Иваз Мехмед-паша, османски велики везир од 1739. до 1740. године.
- Јавуз Али-паша, османски гувернер Египта од 1601. до 1603. године.
- Мејлиса Хатун, супруга султана Османа Другог
- Ђорђе Беровић, генерални гувернер Крита.
- Гедик Ахмед-паша, велики везир 1474–77, Србин из Врања.[21]
- Омар-паша (1806–1871), генерал.
- Мара Бранковић, супруга Мурата Другог, веома утицајна у царским пословима, амбасадорка у Венецији.
- Осман-ага Темишварски (1670–1725), османски командант.
- Скендербег Црнојевић
- Ђорђе Беровић
- Аганлија
- Кучук-Алија
- Сали-Ага
- Синан-паша Сијерчић, османски генерал, пореклом Србин из Босне.[22][23]
- Породица Малкочоглу, једна од четири водеће породице akinci, српског порекла. [24][25]